# Atentados en Indonesia de 2009
Este artículo trata sobre las explosiones de Yakarta de 2009. Para los atentados en 2003, véase Explosiones al Hotel Marriott de 2003
Para el mismo hecho, pero en Pakistán en 2008, véase Explosiones al Hotel Marriott de 2008
Los Atentados del 17 de julio de 2009 en Yakarta, fueron una serie de atentados terroristas con mochilas bomba, perpetrados en tres oportunidades por la mañana en el centro financiero de la ciudad de Yakarta, más exactamente en hoteles de lujo, que dejaron al menos 9 muertos y 50 heridos, la mayoría extranjeros

Los hoteles afectados son el de la cadena Marriott y el Ritz Carlton, situados en el centro de la ciudad y que han quedado dañados.
La policía de Indonesia identificó cuatro mochilas bomba, tres que se detonaron y una hallada, que fue desactivada por la misma fuerza y llevada a investigación.